# Pénélope
Pénélope és una òpera en tres actes amb música de Gabriel Fauré i llibret de René Fauchois, basat en l'Odissea d'Homer. Es va estrenar a la Salle Garnier de Montecarlo el 4 de març de 1913.
Fauré es va sentir inspirat a escriure l'òpera després d'una trobada amb la soprano Lucienne Bréval el 1907. Ella també va recomanar a Fauchois com a llibretista. El treball en la partitura va ser lent a causa dels compromisos docents de Fauré al Conservatori de París. Per aquest motiu, el compositor va demanar a Fauchois que reduís el llibret de cinc a tres actes, i que tallés el personatge del fill d'Ulisses, Telémaco. Fauré va acabar l'òpera a Lugano el 31 d'agost de 1912.

## Representacions
Pénélope es va estrenar a l'Òpera de Montecarlo el 4 de març de 1913 gràcies a l'obstinació del director Léon Jehin.
No va ser fins a l'estrena al Théâtre des Champs-Élysées de París, dos mesos després, que l'òpera finalment va conèixer el triomf. L'obra va ser llavors representada per tot França i a l'estranger, per la glòria de les grans intèrprets franceses, des de Germaine Lubin a Régine Crespin, abans de caure en la foscor relativa.
L'estrena americana de l'obra va tenir lloc al Teatro Colón de Buenos Aires el 1962 dirigida per Jean Fournet i amb Régine Crespin com a protagonista.

## Personatges
| Personatge                   | Tessitura    | Repartiment de l'estrena Director: Léon Jehin |
| ---------------------------- | ------------ | --------------------------------------------- |
| Pénélope (Penélope)          | soprano      | Lucienne Bréval                               |
| Ulysse (Ulisses)             | tenor        | Charles Rousselière                           |
| Eumée (Eumeo)                | baríton      | Jean Bourbon                                  |
| Euryclée (Euriclea)          | mezzosoprano | Alice Raveau                                  |
| Antinoüs                     | tenor        | Charles Delmas                                |
| Alkandre                     | mezzosoprano | Crítics                                       |
| Mélantho                     | soprano      | Cécile Malraison                              |
| Phylo                        | mezzosoprano | Gabrielle Gilson                              |
| Ctésippe                     | tenor        | Robert Couzinou                               |
| Pisandre                     | tenor        | Bindo Gasparini                               |
| Eurymache                    | baríton      | André Allard                                  |
| Cléone                       | mezzosoprano | Durand-Servière                               |
| Leodès                       | tenor        | Sorret                                        |
| Lydie                        | soprano      | Florentz                                      |
| Une suivante (una seguidora) | soprano      | Nelly Courcelle                               |

## Enregistraments
- Pénélope: Régine Crespin, Raoul Jobin, Robert Massard, Christiane Gayraud, Cor i orquestra de la RTF, dirigida per Désiré-Émile Inghelbrecht (enregistrament en viu de 1956, GOP, 2007)
- Pénélope: Jessye Norman, Alain Vanzo, José van Dam, Michèle Command, Conjunt Vocal Jean Laforge, Orquestra Filharmònica de Montecarlo, dirigida per Charles Dutoit (Erato, 1982)